# Svéraz
Svéraz (německy Tweras) je malá vesnice, část obce Bohdalovice v okrese Český Krumlov. Nachází se asi 2,5 km na jih od Bohdalovic. Je zde evidováno 19 adres.
Svéraz je také název katastrálního území o rozloze 1,93 km². V tomto katastrálním území je vyhlášeno „Ochranné pásmo nemovitých kulturních památek – kostela sv. Apoštola Petra a Pavla a kaple Navštívení P. Marie ve Svérázu“.

## Historie
Svéraz je prvně zmiňována v roce 1273 jako majetek Strahovského kláštera. Svéráz byla součást statku Záchlumí, jehož jméno (Czachlum) se objevuje poprvé v listině z 15. května 1273, kdy papež Řehoř X. vzal Strahovský klášter, včetně majetku, pod svou zvláštní ochranu. Statek Záchlumí v roce 1410 zahrnoval kromě Svérázu ještě vesnice Suš, Bučí, Tisovka, Nahořany, Horní Světlá, Květušín (Dětošín), Březí, Záhoří, Zátoňské Dvory, Velislavice, Podolí, Hajmín, Lštín, Slubice, Skubice, Dolní Světlá a Vadkov.
Podle Historického lexikonu obcí České republiky však první písemná zmínka o vesnici pochází z roku 1340. V roce 1390 zde byla zřízena plebaníe. V roce 1423 husité upálili svérázského faráře. V r. 1460 Svéraz koupil Jan II. z Rožmberka. V roce 1450 zde byla zřízena římskokatolická farnost. V roce 1523 Petr IV. z Rožmberka ve své závěti odkázal rychtářství svérázské strahovským premonstrátům. Během vladařství Jošta III. z Rožmberku bylo toto rychtářství opět připojeno k českokrumlovskému panství.
V roce 1927 byla Svéraz samostatná obec (982 obyvatel) s osadami: Březí (Wuretzhöfen), Bučí (Putschen), Dětošín (Kwietoschin), Zátoňské Dvory (Ebenau), Hajmín (Ober Heiming), Podolí (Unter Heiming), Skubice (Tischlern), Slubice (Schlumnitz), Suš (Tusch), Vadkov (Neudörfel), Velislavice (Weislowitz). V roce 1938 žilo v obci 1 079 obyvatel. V letech 1938 až 1945 bylo území obce v důsledku uzavření Mnichovské dohody přičleněno k nacistickému Německu.
V roce 1955 byla Svéraz samostatná obec s osadami: Březí, Bučí, Dětošín, Dolní Světlá, Hajmín, Horní Světlá, Lověšice, Lověšické Rovné, Lštín, Nahořany, Podolí, Skubice, Slubice, Suš, Tisovka, Vadkov, Velislavice.

## Pamětihodnosti
- Kostel svatých Petra a Pavla, prvně zmiňován roku 1357,[6] [16][17]
- Kaple Narození Panny Marie[6][16][17]
- Fara Svéraz[18]
- Výklenková kaplička[19]
- Pozdně gotická boží muka, která byla na severozápad od kostela sv. Petra a Pavla; současné umístění není známo.[20]